# Valerio Conti
Valerio Conti (Roma, 30 marzo 1993) è un ciclista su strada italiano che corre per il team Solution Tech Vini Fantini. Professionista dal 2014, ha vinto una tappa alla Vuelta a España 2016 e vestito la maglia rosa per una settimana al Giro d'Italia 2019.

## Carriera
Nella categoria Juniores con la Guazzolini Coratti di Zagarolo ottiene sedici vittorie, cinque al primo anno e undici al secondo, ed è azzurro (quarto classificato) agli Europei 2011 a Offida. Nel biennio 2012-2013 è attivo tra gli Under-23 con la Mastromarco-Chianti Sensi-Benedetti: vince quattro gare, tutte nel 2013, coglie piazzamenti in diverse classiche toscane di categoria e veste anche la maglia della Nazionale agli Europei 2013 a Olomouc.
Passa professionista a inizio 2014 con il team Lampre-Merida, dopo alcuni mesi da stagista nella stessa squadra a fine 2013. Al primo anno da pro si classifica sesto nei campionati italiani a cronometro e in ottobre riesce anche a vincere il Gran Premio Bruno Beghelli al termine di una volata ristretta.
Nel 2016 partecipa alla Vuelta a España con l'obiettivo di entrare nelle fughe di giornata e vincere una tappa. Ci riesce in occasione della tredicesima frazione, con arrivo a Urdax-Dantxarinea. Dopo essere andato in fuga con altri undici corridori a inizio tappa, scatta da solo a 18 km dall'arrivo e si impone con 55" sui più immediati inseguitori. Nel 2017 partecipa al Giro d'Italia, con la speranza di ripetere quanto fatto l'anno precedente in Spagna: centra la fuga buona all'ottava tappa (da Molfetta a Peschici), ma nell'ultimo chilometro della tappa rimane vittima di una caduta. Per il resto del 2017 e in tutto il 2018 coglie pochi piazzamenti.

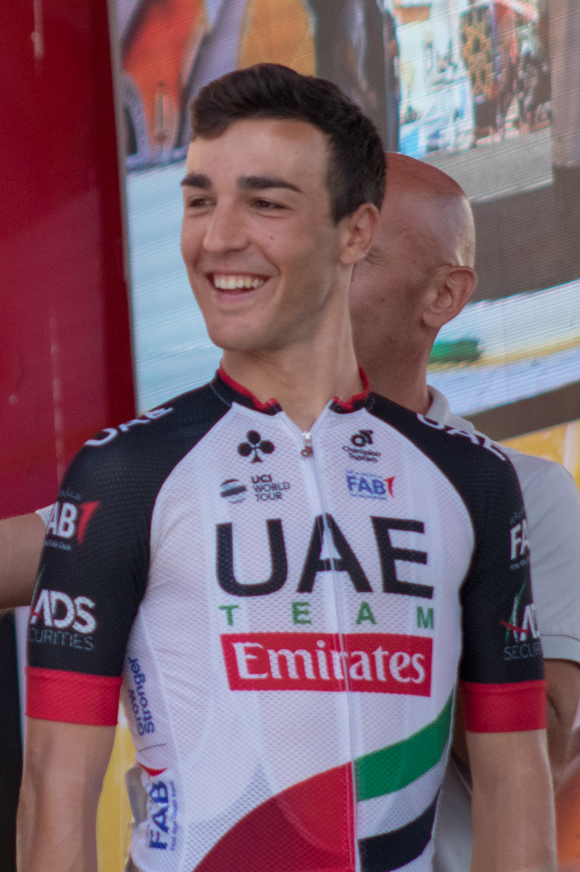
Valerio Conti alla Vuelta a España 2018

Il 2019 comincia bene: si piazza secondo nella cronometro di Pocito alla Vuelta a San Juan; chiude la corsa in quarta posizione. In aprile prende parte al Presidential Cycling Tour of Turkey, dove ottiene un secondo posto nella generale, dietro solo all'austriaco Felix Großschartner. In maggio è selezionato per il Giro d'Italia: in occasione della sesta tappa, al termine di una lunga fuga, conclusa al secondo posto sul traguardo di San Giovanni Rotondo, diviene leader della corsa, vestendosi di rosa. Mantiene il simbolo del primato fino alla tappa di Pinerolo, quando cede la leadership al compagno di squadra Jan Polanc. È costretto al ritiro dopo la diciassettesima frazione, a causa di una ciste.
Nel 2020 torna a vincere una corsa, a distanza di quattro anni dall'ultima volta, imponendosi nel Trofeo Matteotti davanti allo spagnolo Diego Rubio e all'italiano Daniel Savini. Nel 2022 passa all'Astana Qazaqstan Team.

## Palmarès
- 2010 (Juniores)[1]

Memorial Valerio Rosella
Memorial Dino Prati
Rocca-Monte Ricco
2ª tappa 3Tre Bresciana (Brescia > Provaglio d'Iseo)
GP Riserva Naturale Valle dell'Inferno e Bandella
- 2011 (Juniores)[2]

Pisa-Livorno
Trofeo Guido Dorigo
Bracciale del Cronoman - Terracina (cronometro)
1ª tappa 3Tre Bresciana (Montichiari, prologo)
3ª tappa 3Tre Bresciana (Brescia > Lumezzane)
Classifica generale 3Tre Bresciana
1ª tappa Trofeo Karlsberg (Niederwürzbach > Ommersheim)
Coppa San Michele
Cronoscalata degli Ulivi (cronometro)
Memorial Paolo Batignani
Trofeo Industria Commercio Artigianato di Rignano sull'Arno
- 2013 (Mastromarco Sensi Benedetti)[7]

Gran Premio Artigianato e Commercio Stabbiese
Trofeo Alessio Pistolesi
Roero Grimpeur
Trofeo Città di Lastra a Signa
- 2014 (Lampre-Merida, una vittoria)

Gran Premio Bruno Beghelli
- 2015 (Lampre-Merida, una vittoria)

5ª tappa Tour of Japan (Izu > Izu)
- 2016 (Lampre-Merida, una vittoria)

13ª tappa Vuelta a España (Bilbao > Urdax-Dantxarinea)
- 2020 (UAE Team Emirates, una vittoria)

Trofeo Matteotti

### Altri successi
- 2015 (Lampre-Merida)

Classifica a punti Tour of Japan

## Piazzamenti

### Grandi Giri
- Giro d'Italia

2016: 27º
2017: 68º
2018: 24º
2019: non partito (18ª tappa)
2020: 101º
2021: 89º
2022: ritirato (15ª tappa)
2023: non partito (5ª tappa)
- Vuelta a España

2014: 112º
2015: 151º
2016: 66º
2018: 60º
2019: 70º

### Classiche monumento
- Milano-Sanremo

2024: 123º
- Liegi-Bastogne-Liegi

2015: ritirato
2016: ritirato
- Giro di Lombardia

2014: 71º
2015: 81º
2017: 35º
2020: ritirato

### Competizioni continentali
- Campionati europei

Offida 2011 - In linea Junior: 4º
Olomuc 2013 - In linea Under-23: ritirato
Plumelec 2016 - In linea Elite: ritirato